# Peixe-gato-de-vidro
O Peixe-gato-de-vidro ou peixe-vidro, de nome científico Kryptopterus bicirrhis, é um animal transparente dulcícola. Pode chegar até 15 cm (6 polegadas) na natureza, mas usualmente no aquário não passam de 4-5 polegadas.
Nativos do Sudeste Asiático, estes peixes-gato preferem tanques com áreas abertas para nadar, corrente moderada, e áreas plantadas. Peixes tímidos, vivem em grupos com mais de 5 animais, e podem estar num aquário com outras espécies de tamanho e temperamento similar. Peixes-gato de vidro são muito sensíveis à qualidade da água e ao pH. O pH deve ficar entre 6.5 e 7.5.